# Yves Angani
Yves Angani est un joueur de football international congolais, né le 26 avril 1991. Il évolue au poste d'attaquant.

## Biographie

### Carrière en club
Yves Angani commence sa carrière dans le club congolais du FC Système. En 2012, il est transféré en Europe et rejoint le club belge du KRC Genk.
Le 1er juillet 2013, il est prêté pour une saison (plus 1 an en option) au FC Metz, promu en 2e division française,,.

### En sélection
Yves Angani est international congolais. Il reçoit sa première sélection avec la République démocratique du Congo le 15 novembre 2011, lors d'un match face au Swaziland comptant pour les éliminatoires de la Coupe du monde 2014.